# 치수보호
치수보호(Pulp Protectection)은 수복치료를 위한 치질의 삭제, 와동 건조, 충전, 인상채득 등 시술과정 중에 일어나는 다양한 자극으로부터 치수로 자극이 전달되지 않거나 치명적인 손상을 방지하기 위해 실행한다.  잔존 상아질이 1.5~2.0mm가 되지 않는 경우에는 치수에 자극 및 염증이 발생할 수 있어, 수복재를 적용하기전에 와동벽과 수복재료사이에 방어층을 형성한다. 이때 사용되는 재료의 두께와 기능에 따라 이장재(Liner)와 기저재(Base)로 나뉜다.

## 이장재(Liner)

### 용액이장재(Solution liner;와동바니쉬;Cavity varnish)
와동 바니쉬는 여성들이 손톱에 바르는 매니큐어와 매우 유사한 특징을 가지고 있다.  와동내면에 도포된 바니쉬는 2~5µm로 얇은 막을 형성하여 산성의 화학물질(ZPC)이 상아세관으로 침투하지 않도록 상아세관 말단을 폐쇄하여 치수를 보호하고, 수복물 주위의 변연미세누출을 감소시키고, 아말감에 의한 상아질의 착색을 방지한다.
Copalite(cooley&Cooley Ltd. USA)가 대표적인 제품으로 소수성이 있기 때문에 적절한 피개를 위해 최소 2회 이상 도포하여 와동 내면에 골고루 도포하고, 농도가 짙어지면 막이 두껍게 도포되어 오히려 변연누출을 증가시키므로 같이 공급되는 용매로 희석하여 사용해야한다.

### 현탁액이장재(Suspension Liner)
수산화칼슘(Calcium hydroxide)가 주성분인 Dycal(Dentsply/Caulk, MIlford, DEl)이 대표적인 상품이다. 현탁액 이장재는 용액 이장재보다 천천히 경화해 20~25µm의 두께를 형성한다. 치수에 대한 화학적인 자극을 차단하며 치수에 대한 약리효과로 삼차상아질(상아질교;Dental bridge)형성을 유도, 강 알칼리성으로 우식병소를 소독하는 효과가 있다. Applicator를 이용해 치수에 소량씩 도포하며 상아질에 국한되게 도포해야 변연누출이 방지된다.

## 기저재(Base)
대부분의 치과용 시멘트를 기저재로 사용한다. 기저재는 상아질이 과도하게 소실되어 상아질의 양이 불충분한 경우에 이용되며 1~2mm의 두께를 가진다. 치수에 가해지는 화학적 자극과 열자극(단열), 충전시 충전 압력으로부터의 기계적 자극을 보호하고 진정효과(ZOE), 항우식효과(GIC) , 와동 내면의 형태를 수정 및 보안하는 기능을 한다.
인산아연 시멘트(ZPC), 산화아연유지놀 시멘트(ZOE), 폴리카복실레이트 시멘트(PCC), 글래스아이오노머 시멘트(GIC)등을 사용한다.